# Hideyo Noguchi
Hideyo Noguchi (japanska: 野口 英世), född 24 november 1876 i Inawashiro i Fukushima prefektur, död 21 maj 1928 i Accra, var en japansk läkare.

## Biografi
Noguchi blev medicine doktor i Tokyo 1897, företog resor i Europa, bland annat till danska statens seruminstitut i Köpenhamn (under ledning av Thorvald Madsen) och var assistent vid Carnegie Institute i New York 1903–04 och vid Rockefeller Institute for Medical Research 1904–14, då han anställdes som ordinarie medlem av dess vetenskapliga stab. År 1911 fick han professors titel. 
Noguchi var en framstående forskare inom bakteriologi och serologi och mest bekant för sina studier över bakterien Treponema pallidum, vilken orsakar syfilis, och över ultravisibla virus, bland annat odling av dessa. År 1919 höll han på inbjudan föredrag i Svenska Läkaresällskapet.